# Karabanovo
Karabanovo è una città della Russia europea centrale (oblast' di Vladimir), situata sulla sponda destra del fiume Šerna, 128 km a nordovest del capoluogo; è compresa amministrativamente nel distretto di Aleksandrov.
Nasce nel 1846, in seguito alla costruzione di una fabbrica di coloranti; ottiene lo status di città nel 1938.

## Società

### Evoluzione demografica
Fonte: mojgorod.ru
- 1939: 16.100
- 1959: 18.100
- 1979: 18.700
- 1989: 17.500
- 2007: 15.400